# 羅梭的萬能工人
《羅梭的萬能工人》，是一套1920年的科幻舞台劇，由卡雷尔·恰佩克以捷克语編寫。「R.U.R.」全寫是「Rossum's Universal Robots」，意即「羅梭的全能機械人」，該句英語短語常用作劇本的副標題
。該劇於1921年首次演出，並定下機械人的英文「robot」並對科幻文學有着深遠的影響。
《R.U.R.》出版後迅速成名，並在其出版初期有着具大的影響力。到了1923年，它已被翻譯成30種語言。
該劇開始於一個用有機合成物製造人造人的工廠，那些人造人被稱「機械人」。相對現代所稱的機械人，這些生物比較像賽博格和复制人，因為他們外表和人類無異，他們甚至有自己的思想。他們看來快樂地服務人類，但情況慢慢改變，一個對人類懷有敵意的機械人帶頭反抗人類，導致人類滅亡。 恰佩克其後用了同一主題，但以另一個方式創作了《山椒魚戰爭》：故事中人類成為社會中奴僕階層而非滅絕。
《羅梭的萬能工人》情節黑暗但有希望，約翰·克魯特讚揚《羅梭的萬能工人》是一套「含超凡智慧與近惡能量的劇作」，並將該劇列入其中一部戰時的經典科幻作品。

## 角色
斜線分隔不同譯名。
人類

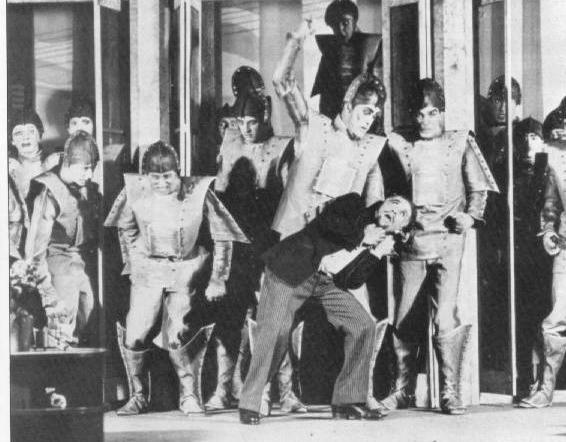
劇中機械人起事反抗人類的一幕。

- 哈利·多明（Harry Domin / Domain）— R.U.R.的總經理
- 法布里（Fabry）— R.U.R.的總工程師
- 高爾博士（Dr. Gall）— R.U.R.生理學部門主管
- 赫爾曼博士（Dr. Hellman / Hallemeier）博士 — 首席心理學家
- 雅各布·伯曼（Jacob Berman / Busman）— R.U.R.董事總經理
- 艾奎斯特（Alquist）— R.U.R.工程監督
- 海倫娜·格洛里（Helena Glory）— 人道聯盟（League of Humanity）主席，格洛里總統的女兒
- 娜娜（Emma / Nana）— 海倫娜的侍女

機械人
- 馬呂斯（Marius），男機械人
- 蘇拉（Sulla），女機械人
- 維迪斯（Radius），男機械人
- 普里默斯（Primus），男機械人
- 海倫娜（Helena），女機械人
- 達蒙（Daemon / Damon），男機械人

## 故事
第一幕

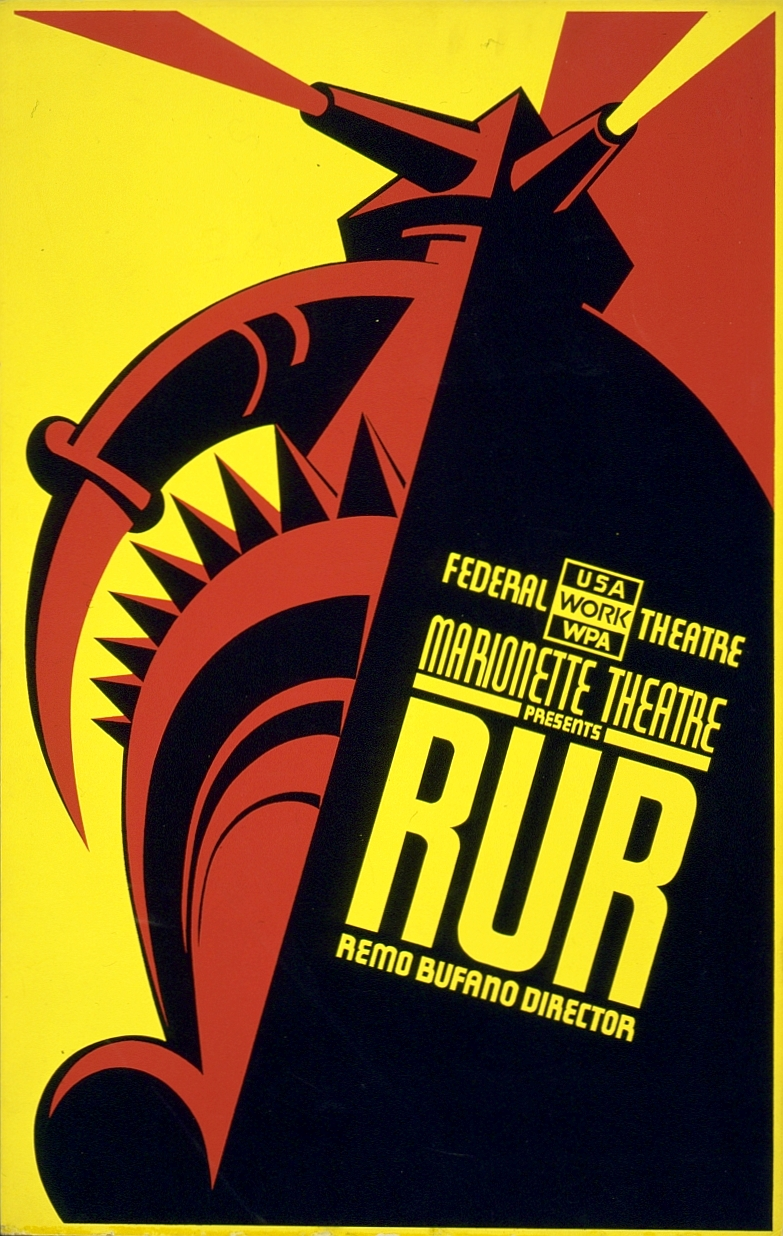
一張《羅梭的萬能工人》舞台劇的宣傳海報，該劇由美國公共事业振兴署（WPA）舉辦、雷莫·布法諾（Remo Bufano）執導，在1939年於美國演出。

一個主要工業國的總統女兒海倫娜，來到羅梭的萬能工人（R.U.R.）公司的工廠島，R.U.R.的總經理多明向她介紹公司的歷史。公司始於1920年，羅梭（Rossum）來到這個島研究海洋生物，在1932年他在這裡意外地發現一種化學物質的活動和原生質（protoplasm）相似，但它不會介意被隨意撞倒。羅梭嘗試以此製造狗和人，但不成功。羅梭的外甥小羅梭前來見他。老羅梭不斷嘗試製造生物，試圖證明不只神能造物，甚至推翻神的存在，但小羅梭只想賺大錢，兩位羅梭因此爭吵不斷。最後小羅梭把他的叔叔困在實驗室裏，讓他繼續玩弄他的怪物，而自己則建立工廠，並生產出成千上萬的機械人。回到現在，機械人已成為平價的，在全球有售，讓生產成本降至五分一的必須品。海倫娜與法布里、高爾博士、艾奎斯特、伯曼和赫爾曼會面，向他們說明自己代表人道聯盟（League of Humanity），組織是一個主張「解放」機械人的人權組織。工廠的經理們認為機器人和其他大型電器沒分別，覺得這是一個可笑的提議。海倫娜提出的一個要求是，機械人必須得到報酬，使他們可以購買自己喜歡的東西，但機器人並沒有「喜歡」的東西，海倫娜最後被說服人道聯盟是浪費金錢的組織。多明和海倫娜更墜入愛河，並訂了婚。
第二幕

十年過後，海倫娜和她的侍女娜娜談起一件當時事件：人類的出生率正不斷下降。海倫娜和多明憶起他們遇見的一天，並總結了過去十年來的世界史，機械人成為了全球經濟的支柱。海倫娜又參觀了高爾博士展示的新實驗機械人：男機械人維迪斯和女機械人海倫娜，兩個機械人都比過往的版本更先進，功能更齊全。海倫娜秘密地燒掉用來製造機器人所需的秘方，而機器人的起義亦來到羅梭島，幕終。
第三幕

一眾主角感覺到機械人的普及化產生了危機，憶起巴別塔，他們討論機械人只能以它們的語言溝通是否可取。當一眾機械兵團圍攻工廠，海倫娜透露她已把製造機器人的秘方燒掉。一眾角色為人類的結束哀嘆着，但又捍衛着自己過去的所作所為，儘管這導致他們即將來臨的死亡。其間伯曼試圖和眾機械人談判但不果，繼而被殺。機器人強攻工廠，殺死艾奎斯特以外的所有人類，因為它們認為艾奎斯特像機械人般以自己雙手工作，所以放過他。
終幕

過了數年，所有人類都因為機械人革命而死去，剩下艾奎斯特一個。艾奎斯特一直致力于重现製造機械人的秘方，但他毕竟不是一個科學家，秘方並沒有任何進展。他一直央求機械人政府搜索倖存的人類，機械人試過，但沒有任何進展。機械人政府的官員向艾奎斯特下令，要求他完成秘方。後來它們乞求他，即使要殺掉和剖開其他機械人亦在所不惜。艾奎斯特最後屈服於宰殺機械人，讓故事回到了第二章的景況，對此艾奎斯特深惡痛絕。而兩個機械人普里默斯和海倫娜產生了人類之間的情感並愛上對方。憑直覺，艾奎斯特要脅要先剖開普里默斯繼而是海倫娜，它們各自要求犧牲自己而放過對方。艾奎斯特意識到，他們是新的亞當和夏娃，並給他們掌管天下。

## 機械人
恰佩克劇本中的機械人（robots）並不和大眾現今所認識的一樣，是一件「有時與人類相似的機械裝置」。它們並不是金屬製或機械化的，而是可能會被誤認為是人類的生命體。在劇本的開首有這樣有趣的一幕，海倫娜不相信她未來丈夫多明的秘書是一個女機械人：

多明：蘇拉，讓格洛里小姐見見你。

海倫娜（站起來並伸手）：你好，在這裡工作很辛苦吧，要和外面的世界隔絕。

蘇拉：我不清楚外面的世界，請坐。

海倫娜（坐下）：你來自哪裡？

蘇拉：來自這間工廠。

海倫娜：噢，你在這裡出生。

蘇拉：對，我是在這裡製造的。

海倫娜（嚇了一跳）：甚麼？

多明（笑了起來）：格洛里小姐，蘇拉不是人類，「她」是一個機械人。

海倫娜：噢，真對不起…

狹義上，他們像更現代觀念中的人造生命體，如仿生人（Android）、《银翼杀手》中的人造人或新一輯《太空堡垒卡拉狄加》中的賽隆人，只不過在恰佩克創作的那個時期，人們並沒有現代基因工程的概念（DNA對遺傳的重要性到了1952年才得到證實）。劇中有提及製造機械人皮膚的揉搓槽（kneading-troughs）、盛載肝和腦的大桶，以及生產骨骼的工廠；神經纖維、動脈和腸臟紡製於工廠的線軸（spun on factory bobbins），最後機械人就如汽車一樣組裝而成。恰佩克的機械人雖是生化機器，但它們仍需被「組裝」（assembled），而不是自然「出生」（born）和會「成長」（grown）的。

### 詞語來源
此劇首創的機械人英文取代了其他較舊的字詞如（自動機）或「android」（仿生人）。在捷克人民日報的一篇文章當中，卡雷爾·恰佩克稱他的哥哥約瑟夫才是「Robot」的真正始創者。在捷克語的原文中，「robota」意指農奴制底下，為地主工作的下人。「Robota」亦是由「rab」衍生出來，意指「奴隸」（slave）。
機械人系列和机器人三定律的作者艾萨克·阿西莫夫認為恰佩克的劇作十分差，但是對於創立「Robot」卻有着不朽的地位，因為它的貢獻不僅英語，通過英語，「所有語言的科幻小說都能寫成了」。

## 製作歷史
劇本在1920年於布拉格出版，並於翌年在市內首次演出。英文版本由保羅·塞爾弗（Paul Selver）從捷克語翻譯而成，並由奈傑爾·普萊費爾搬上英語舞台。塞爾弗的譯本刪減了劇情並刪去名為「達蒙」（Damon）的機械人角色。巴西爾·迪恩於1923年4月為衛安登公司（Reandean Company）製作了於倫敦聖馬丁劇院上演的《羅梭的萬能工人》。
舞台劇於美國的首演是在1922年10月於紐約市的加里克劇院，演出了共184場。史賓塞·屈賽和帕特·奥布莱恩飾演的機械人成為他們在百老匯的首次演出。這套劇亦有於1923年在芝加哥和洛杉磯上演。於1930年代末，該劇亦曾被美國的聯邦劇場計劃搬上紐約木偶劇院（Marionette Theatre）的舞台。
1989年，克勞迪婭·諾瓦克-瓊斯（Claudia Novack-Jones）的新譯本把過往被刪減的原素重新加入劇本內。

### 改編
1935年4月，蘇聯上映了改編自《羅梭的萬能工人》的電影"Гибель сенсации"。1938年2月，英國廣播公司電視台播放了一個35分鐘的改編版，這次是歷史上科幻作品於電視的首次播放。1941年，英國廣播公司電台將《羅梭的萬能工人》改編成廣播劇。1948年，英國廣播公司第二次將此劇搬上電視螢幕，不過這次是90分鐘的完全版。這次的電視版由帕特里克·特勞頓飾演維迪斯（Radius）一角，而特勞頓後來成為第二位飾演異世奇人的演員。英國廣播公司改編的這三個版本都沒有在其存檔中永久保存，直至公司的第三電台於1989年再把此劇改編，並公開發售。荷里活耳朵劇場亦有將劇本未刪剪地改編成廣播劇，並收錄在合集「2000x: Tales of the Next Millennia」之中。
2010年8月，葡萄牙裔多媒體藝術家萊昂內爾·莫拉創作的《R.U.R.：機器人的誕生》（R.U.R.: The Birth of the Robot）於巴西聖保羅上演。受了恰佩克的《羅梭的萬能工人》啟發，表演使用了真正的機械人與真人演員於舞台上互動。
2012年的電子搖滾音樂劇《拯救機械人》（Save The Robots）用了《羅梭的萬能工人》作為創作的基礎，簡略地改編而成。此劇於5月11日在紐約市上演。

## 大眾文化
- Eric，一個於1928年在英國建造的機器人公開露面，胸前寫著“R.U.R.” 。[21]
- 美國电视节目 玩偶特工的Rossum Corp[22]
- 星際爭霸戰 的其中一集"Requiem for Methuselah"出現的的Rayna Kapec 。[23]
- 蝙蝠侠: 動畫系列的HARDAC機器，名字為Karl Rossum。[24]
- 乃出個未來中的 "Chapek 9"。[25]
- 2016年上市的电子游戏 駭客入侵：人類岐裂, R.U.R.[26]
- 2018年的魔法少女日本动画《HUG！光之美少女》中的 R.U.R. 9500是露露·艾莫爾／愛神天使的編號。R.U.R.便源自於此。

## 外部連結
- 劇作的基本資料，包括劇情概要和來自不同來源的照片 （页面存档备份，存于）
- 古腾堡计划提供的R.U.R.的捷克文原版 （页面存档备份，存于）
- 大衛·懷利（David Wyllie）的英語翻譯
- 來自SCI-FI-LONDON的聲音演繹
- 卡雷尔·恰佩克生平 （页面存档备份，存于）
- 1920年第一版的捷克文劇本網上瀏覽版